# Regillio Simons
Regillio Oswaldo Simons (Amsterdam, 28 giugno 1973) è un allenatore di calcio ed ex calciatore olandese originario del Suriname, di ruolo attaccante.

## Biografia
È nato il 28 giugno 1973 ad Amsterdam nei Paesi Bassi. È il padre di Faustino e Xavi, anch'essi calciatori.

## Carriera

### Giocatore

#### Club
Dopo essere cresciuto nelle giovanili della sua città, il 1º luglio 1993, dopo aver fatto la trafila delle squadre giovanili dell'olandese, firma il suo primo contratto da professionista per il Telstar. Il 1º luglio 2004, dopo la parentesi con l'ADO Den Haag, viene annunciato il suo passaggio definitivo per il TOP Oss. Il 1º luglio 2005 viene ceduto al Turkiyenspor Amsterdam per 250.000 euro.

### Allenatore
È entrato nella gilda dei formatori dal 2005 e si è già seduto sulla sedia principale dei trainer in vari club. Nella stagione 2013/14 è diventato allenatore delle giovanili dell'Ajax. Dal 2010, Simons è in possesso del titolo di Coaching per la licenza UEFA Pro.